# Посталь
Посталь (італ. Postal) — муніципалітет в Італії, у регіоні Трентіно-Альто-Адідже,  провінція Больцано.
Посталь розташований на відстані близько 540 км на північ від Рима, 60 км на північ від Тренто, 16 км на північний захід від Больцано.
Населення — 1825 осіб (2014).

## Демографія
Населення за роками:

Станом на 1 січня 2023 року в муніципалітеті офіційно проживали 133 іноземці з 26 країн, серед них 74 громадяни країн Євросоюзу та 6 громадян України.

## Сусідні муніципалітети
- Гаргаццоне
- Лана
- Мельтіна
- Мерано
- Верано